# Campeonato FIBA Américas Sub-18 de 2006
El Campeonato FIBA Américas Sub-18 de 2006 fue la V edición del torneo de baloncesto organizado por FIBA Américas el torneo más importante a nivel de Americano para selecciones menores de 18 años. Se realizó en la ciudad de San Antonio en el estado de Texas (Estados Unidos), del 28 de junio al 2 de julio de 2006 y entregó cuatro plazas al mundial de baloncesto sub-18 2007

## Primera fase

### Grupo A
|   | Equipo         | Pts | J | G | P | PF  | PC  | Dif |
| - | -------------- | --- | - | - | - | --- | --- | --- |
| 1 | Estados Unidos | 4   | 2 | 2 | 0 | 201 | 130 | +71 |
| 2 | Brasil         | 3   | 2 | 1 | 1 | 137 | 156 | -19 |
| 3 | Uruguay        | 2   | 2 | 0 | 2 | 130 | 188 | -58 |

| 28 de junio, 17:00                   | Estados Unidos                       | 111 - 64                             | Uruguay     |  |
| Reporte                              |                                      |                                      |             |  |
| Parciales: 33-18, 24-7, 20-18, 34-21 | Parciales: 33-18, 24-7, 20-18, 34-21 | Parciales: 33-18, 24-7, 20-18, 34-21 | San Antonio |  |
| Jerryd Bayless 17 puntos             | Pts                                  | Federico Haller 14 puntos            | San Antonio |  |
| Spencer Hawes 8 rebotes              | Rebs                                 | Juan Cambon 6 rebotes                | San Antonio |  |
| Jonny Flynn 6 asistencias            | Asists                               | Jayson Antoine Granger 6 asistencias | San Antonio |  |

| 29 de junio, 19:00                    | Uruguay                               | 66 - 71                               | Brasil      |  |
| Reporte                               |                                       |                                       |             |  |
| Parciales: 18-16, 20-14, 13-26, 15-15 | Parciales: 18-16, 20-14, 13-26, 15-15 | Parciales: 18-16, 20-14, 13-26, 15-15 | San Antonio |  |
| Jayson Antoine Granger 14 puntos      | Pts                                   | Betinho Duarte 19 puntos              | San Antonio |  |
| Federico Haller 5 rebotes             | Rebs                                  | Betinho Duarte 7 rebotes              | San Antonio |  |
| Jayson Antoine Granger 6 asistencias  | Asists                                | Marcel Campos 8 asistencias           | San Antonio |  |

| 30 de junio, 17:00                    | Estados Unidos                        | 90 - 66                               | Brasil      |  |
| Reporte                               |                                       |                                       |             |  |
| Parciales: 26-19, 26-12, 10-16, 28-19 | Parciales: 26-19, 26-12, 10-16, 28-19 | Parciales: 26-19, 26-12, 10-16, 28-19 | San Antonio |  |
| Stanley Robinson 18 puntos            | Pts                                   | Paulo Prestes 21 puntos               | San Antonio |  |
| Michael Beasley 11 rebotes            | Rebs                                  | Paulo Prestes 10 rebotes              | San Antonio |  |
| Michael Beasley 4 asistencias         | Asists                                | Marcel Campos 5 asistencias           | San Antonio |  |

### Grupo B
|   | Equipo      | Pts | J | G | P | PF  | PC  | Dif |
| - | ----------- | --- | - | - | - | --- | --- | --- |
| 1 | Argentina   | 6   | 3 | 3 | 0 | 268 | 215 | +53 |
| 2 | Canadá      | 5   | 3 | 2 | 1 | 246 | 233 | +13 |
| 3 | Puerto Rico | 4   | 3 | 1 | 2 | 229 | 276 | -47 |
| 4 | Bahamas     | 3   | 3 | 0 | 3 | 206 | 255 | -49 |

| 28 de junio, 13:00                    | Argentina                             | 99 - 59                                | Bahamas     |  |
| Reporte                               |                                       |                                        |             |  |
| Parciales: 21-16, 17-10, 38-19, 23-14 | Parciales: 21-16, 17-10, 38-19, 23-14 | Parciales: 21-16, 17-10, 38-19, 23-14  | San Antonio |  |
| Nicolás de los Santos 21 puntos       | Pts                                   | Kyle alfonso Grant 14 puntos           | San Antonio |  |
| Federico Aguerre 10 rebotes           | Rebs                                  | Devaughn Zendal Jackson 15 rebotes     | San Antonio |  |
| Diego Gerbaudo 9 asistencias          | Asists                                | David Fritzgerald Mcphee 3 asistencias | San Antonio |  |

| 28 de junio, 15:00                      | Canadá                                | 90 - 73                               | Puerto Rico |  |
| Reporte                                 |                                       |                                       |             |  |
| Parciales: 18-18, 30-17, 18-18, 24-20   | Parciales: 18-18, 30-17, 18-18, 24-20 | Parciales: 18-18, 30-17, 18-18, 24-20 | San Antonio |  |
| Kristopher Carlos Joseph 27 puntos      | Pts                                   | Luis Damián Morales 18 puntos         | San Antonio |  |
| Oluseyi Adebayo Ashaolu 13 rebotes      | Rebs                                  | Gilberto Clavell 10 rebotes           | San Antonio |  |
| Junior Carlisle Cadougan 11 asistencias | Asists                                | Luis Damián Morales 3 asistencias     | San Antonio |  |

| 29 de junio, 13:00                    | Puerto Rico                           | 77 - 79                               | Argentina   |  |
| Reporte                               |                                       |                                       |             |  |
| Parciales: 20-21, 17-20, 19-18, 21-20 | Parciales: 20-21, 17-20, 19-18, 21-20 | Parciales: 20-21, 17-20, 19-18, 21-20 | San Antonio |  |
| Ángel Luis García 19 puntos           | Pts                                   | Nicolás de los Santos 22 puntos       | San Antonio |  |
| Ángel Luis García 16 rebotes          | Rebs                                  | Sebastián Uranga 10 rebotes           | San Antonio |  |
| Andrés Torres 5 asistencias           | Asists                                | Diego Gerbaudo 9 asistencias          | San Antonio |  |

| 29 de junio, 15:00                     | Bahamas                               | 70 - 77                                | Canadá      |  |
| Reporte                                |                                       |                                        |             |  |
| Parciales: 17-18, 23-15, 12-16, 18-28  | Parciales: 17-18, 23-15, 12-16, 18-28 | Parciales: 17-18, 23-15, 12-16, 18-28  | San Antonio |  |
| Dartyn Lecluse Baker 25 puntos         | Pts                                   | Kristopher Carlos Joseph 21 puntos     | San Antonio |  |
| Devaughn Zendal Jackson 14 rebotes     | Rebs                                  | Robert Sacre 9 rebotes                 | San Antonio |  |
| David Fritzgerald Mcphee 3 asistencias | Asists                                | Junior Carlisle Cadougan 9 asistencias | San Antonio |  |

| 30 de junio, 13:00                   | Argentina                            | 90 - 79                                | Canadá      |  |
| Reporte                              |                                      |                                        |             |  |
| Parciales: 24-9, 10-30, 23-21, 33-19 | Parciales: 24-9, 10-30, 23-21, 33-19 | Parciales: 24-9, 10-30, 23-21, 33-19   | San Antonio |  |
| Leandro Cecchi 29 puntos             | Pts                                  | Junior Carlisle Cadougan 16 puntos     | San Antonio |  |
| Leandro Cecchi 10 rebotes            | Rebs                                 | Robert Sacre 8 rebotes                 | San Antonio |  |
| Diego Gerbaudo 13 asistencias        | Asists                               | Kristopher Carlos Joseph 5 asistencias | San Antonio |  |

| 30 de junio, 15:00                    | Puerto Rico                           | 79 - 77                                | Bahamas     |  |
| Reporte                               |                                       |                                        |             |  |
| Parciales: 14-17, 19-24, 21-25, 25-11 | Parciales: 14-17, 19-24, 21-25, 25-11 | Parciales: 14-17, 19-24, 21-25, 25-11  | San Antonio |  |
| Guillermo Jose Andino 17 puntos       | Pts                                   | Dartyn Lecluse Baker 18 puntos         | San Antonio |  |
| Ángel Luis García 6 rebotes           | Rebs                                  | Devaughn Zendal Jackson 16 rebotes     | San Antonio |  |
| Luis Damián Morales 4 asistencias     | Asists                                | David Fritzgerald Mcphee 6 asistencias | San Antonio |  |

### 5 al 7 lugar
| 1 de julio, 13:00                    | Uruguay                              | 79 - 60                                | Bahamas     |  |
| Reporte                              |                                      |                                        |             |  |
| Parciales: 31-15, 23-10, 7-16, 18-19 | Parciales: 31-15, 23-10, 7-16, 18-19 | Parciales: 31-15, 23-10, 7-16, 18-19   | San Antonio |  |
| Federico Haller 18 puntos            | Pts                                  | Dartyn Lecluse Baker 23 puntos         | San Antonio |  |
| Alfonso González 10 rebotes          | Rebs                                 | Scott Arrindell Farrington 10 rebotes  | San Antonio |  |
| Jayson Antoine Granger 6 asistencias | Asists                               | David Fritzgerald Mcphee 3 asistencias | San Antonio |  |

### Partido por el 5 lugar
| 2 de julio, 13:00                               | Uruguay                                         | 92 - 95                                         | Puerto Rico |  |
| Reporte                                         |                                                 |                                                 |             |  |
| Parciales: 11-17, 18-27, 27-8, 25-29 OT1= 11-14 | Parciales: 11-17, 18-27, 27-8, 25-29 OT1= 11-14 | Parciales: 11-17, 18-27, 27-8, 25-29 OT1= 11-14 | San Antonio |  |
| Jayson Antoine Granger 23 puntos                | Pts                                             | Carlos Martínez 27 puntos                       | San Antonio |  |
| Federico Haller 11 rebotes                      | Rebs                                            | Carlos Martínez 7 rebotes                       | San Antonio |  |
| Jayson Antoine Granger 9 asistencias            | Asists                                          | Andrés Torres 6 asistencias                     | San Antonio |  |

## Fase final

### Semifinal
| 1 de julio, 15:00                     | Argentina                             | 90 - 73                               | Brasil      |  |
| Reporte                               |                                       |                                       |             |  |
| Parciales: 21-19, 23-14, 25-14, 21-26 | Parciales: 21-19, 23-14, 25-14, 21-26 | Parciales: 21-19, 23-14, 25-14, 21-26 | San Antonio |  |
| Nicolás de los Santos 21 puntos       | Pts                                   | Paulo Prestes 25 puntos               | San Antonio |  |
| Sebastián Vega 10 rebotes             | Rebs                                  | Paulo Prestes 16 rebotes              | San Antonio |  |
| Nicolás de los Santos 5 asistencias   | Asists                                | Marcel Campos 2 asistencias           | San Antonio |  |

| 1 de julio, 17:00                     | Estados Unidos                        | 92 - 66                               | Canadá      |  |
| Reporte                               |                                       |                                       |             |  |
| Parciales: 21-10, 25-15, 17-19, 29-22 | Parciales: 21-10, 25-15, 17-19, 29-22 | Parciales: 21-10, 25-15, 17-19, 29-22 | San Antonio |  |
| Jerryd Bayless 16 puntos              | Pts                                   | Kristopher Carlos Joseph 12 puntos    | San Antonio |  |
| Michael Beasley 10 rebotes            | Rebs                                  | Robert Sacre 11 rebotes               | San Antonio |  |
| Jonny Flynn 7 asistencias             | Asists                                | Jon House 2 asistencias               | San Antonio |  |

### Partido por el 3 lugar
| 2 de julio, 19:00                   | Brasil                              | 79 - 70                                | Canadá      |  |
|                                     |                                     |                                        |             |  |
| Parciales: 26-15, 8-19, 24-30, 21-6 | Parciales: 26-15, 8-19, 24-30, 21-6 | Parciales: 26-15, 8-19, 24-30, 21-6    | San Antonio |  |
| Betinho Duarte 29 puntos            | Pts                                 | Junior Carlisle Cadougan 21 puntos     | San Antonio |  |
| Paulo Prestes 26 rebotes            | Rebs                                | Junior Carlisle Cadougan 12 rebotes    | San Antonio |  |
| Marcel Campos 7 asistencias         | Asists                              | Junior Carlisle Cadougan 4 asistencias | San Antonio |  |

### Final
| 2 de julio, 17:00                     | Argentina                             | 82 - 104                              | Estados Unidos |  |
| Reporte                               |                                       |                                       |                |  |
| Parciales: 21-19, 21-33, 16-28, 24-24 | Parciales: 21-19, 21-33, 16-28, 24-24 | Parciales: 21-19, 21-33, 16-28, 24-24 | San Antonio    |  |
| Nicolás de los Santos 23 puntos       | Pts                                   | Spencer Hawes 24 puntos               | San Antonio    |  |
| Leandro Cecchi 6 rebotes              | Rebs                                  | Spencer Hawes 10 rebotes              | San Antonio    |  |
| Diego Gerbaudo 5 asistencias          | Asists                                | Kyle Singler 6 asistencias            | San Antonio    |  |

| Estados Unidos         |
| Campeón Estados Unidos |
| Cuarto Título          |

## Clasificación
| Posición | Equipo         |
| -------- | -------------- |
| 1        | Estados Unidos |
| 2        | Argentina      |
| 3        | Brasil         |
| 4        | Canadá         |
| 5        | Puerto Rico    |
| 6        | Uruguay        |
| 7        | Bahamas        |

## Clasificados al Campeonato Mundial Sub-19 2007
| Bandera de Estados Unidos | Bandera de Argentina | Bandera de Brasil | Bandera de Canadá |
| Estados Unidos            | Argentina            | Brasil            | Canadá            |
| ------------------------- | -------------------- | ----------------- | ----------------- |